# Inmigración monegasca en los Estados Unidos
Los estadounidenses de Mónaco son estadounidenses nacidos en el principado de Mónaco o con ascendencia monegasca.

## Gente notable
- Hilaire du Berrier (1905-2002), piloto
- Jazmin Grace Grimaldi (nacida en 1992), hija ilegítima del Príncipe Alberto II de Mónaco †